# هوارد ر. كوتام
هوارد ركس كوتام (27 يوليو 1910 - 2 أبريل 1984) دبلوماسي أمريكي. شغل منصب سفير الولايات المتحدة لدى الكويت الثاني من 1963 إلى 1969.

## المولد والنشأة
وُلِد كوتام في 27 يوليو 1910 في سانت جورج، يوتا. حصل على البكالوريوس من جامعة بريغام يونغ في 1932، ثم حصل على الماجستير والدكتوراه من جامعة ويسكونسن في 1938 و1941 على التوالي. درس علم الاجتماع الريفي والاقتصاد وعلم النفس والإحصاء.
تزوج كوتام من كاثرين ستوكس وأنجب منها ابنة هي ميريديث كوتام.

## الحياة المهنية
في 1942، دخل كوتام في السلك الحكومي، حيث عمل أولاً في إدارة أغذية الحرب رئيساً لقسم تقييم البرامج. ثم تدرج في مناصب هامة في وزارة الخارجية الأمريكية. عمل في باريس وروما كمتخصص زراعي. أثناء وجوده في روما، انضم كوتام إلى الخدمة الخارجية للولايات المتحدة. بعد مغادرته روما أصبح نائب مدير بعثة العمليات الأمريكية في لاهاي في 1953. وفي 1955، أصبح كوتام ممثلاً لإدارة التعاون الدولي في لاهاي. وتم نقله لاحقًا إلى ريو دي جانيرو كمسؤول اقتصادي في سفارة الولايات المتحدة في البرازيل. في الفترة من 1957 إلى 1960، كان كوتام مديرًا لبعثة العمليات الأمريكية في البرازيل. تمت ترقية كوتام بعد ذلك إلى منصب نائب مساعد الوزير للشؤون الاقتصادية والإقليمية في مكتب شؤون الشرق الأدنى، وفي 1962 أصبح نائب مساعد الوزير لنفس المكتب.
في 1 أغسطس 1963، تم تعيين كوتام كثاني سفير للولايات المتحدة في الكويت. في أوائل الستينيات، كان كوتام أعلى مسؤول في وزارة الخارجية الأمريكية يزور السعودية منذ الحرب العالمية الثانية.
ترك كوتام وزارة الخارجية في 1969، ليعمل ممثلاً لأمريكا الشمالية لدى منظمة الأغذية والزراعة في الفترة من 1969 إلى 1974. بعد مغادرته المنصب، أصبح كوتام أستاذاً زائراً في الجامعة الأمريكية وقام بتدريس التنمية الدولية في كلية الخدمة الدولية، حتى تقاعده في 1983.

## التقاعد
كان كوتام عضوًا في العديد من الأندية والجمعيات، وظل مشاركًا في الشؤون الخارجية لفترة طويلة بعد مغادرته وزارة الخارجية. وكان عضواً في نادي كوزموس، ومعهد واشنطن للشؤون الخارجية، ورابطة الأمم المتحدة. وكان أيضًا عضوًا في مجلس إدارة منظمتين: هيئة الضباط الدبلوماسيين والقنصليين المتقاعدين (DACOR) والمعونة الأمريكية للاجئين في الشرق الأدنى.

توفي كوتام جراء مضاعفات مرض السرطان في 2 أبريل 1984.